# Trichodynie
Als Trichodynie (von griech. trichos „Haar“ und òdynê „Schmerz“, synonym Burning-Scalp-Syndrom) werden Missempfindungen (oder Empfindungsstörungen) an der Kopfhaut bezeichnet. Der Volksmund bezeichnet es als „Haarwurzelkatarrh“, jedoch ist ein „Katarrh“ eine Entzündung der Schleimhäute (häufig Atmungsorgane). Der Begriff „Burning-Scalp-Syndrom“ (beziehungsweise „Kopfhaut-Dysästhesie“) wurde 1998 in einer wissenschaftlichen Studie geprägt. Davor war die Existenz dieses Krankheitsbildes noch weitgehend unter Dermatologen umstritten. Die Ursachen sind weitgehend unbekannt und nur unzureichend erforscht. Die Ausprägungen der Empfindungen reicht dabei von Kribbeln („Ameisenlaufen“), Jucken, Brennen oder Spannen bis hin zu schmerzender Kopfhaut. Häufig ist Trichodynie mit Haarausfall verbunden, auch eine erhöhte Häufigkeit von Spannungskopfschmerzen bei Patienten mit Trichodynie wird beobachtet. Für dieses Krankheitsbild ist klassisch, dass sich mikroskopisch keinerlei Veränderungen auf der Kopfhaut feststellen lassen.

## Pathogenese
Die Pathogenese des Burning-Scalp-Syndroms ist noch nicht vollständig geklärt. Es existieren dennoch einige Hypothesen, wie das brennende Empfinden auf der Kopfhaut entsteht und warum konventionelle Therapien bislang versagt haben.
Normalerweise wird der Lebenszyklus des Haars in drei Phasen eingeteilt: die Wachstumsphase oder Anagen, die Ruhephase oder Telogen und die Ausfallphase oder Catagen. Es gibt einige Hinweise, dass eine Veränderung in den Haarfollikeln dann auftritt, wenn es in die Ruhe- oder Telogenphase eintritt, wodurch ein brennendes oder warmes Gefühl in der Kopfhaut entsteht. Als chemischer Mediator wird die als Substanz P oder Neuropeptid P bekannte Substanz vermutet, welche verantwortlich ist für Schmerz und brennende Gefühle in der Haut und unter anderem auch bei vielen Hautkrankheiten auftritt.
Es ist auch festzustellen, dass Entzündungsreaktionen das Haarfollikel beeinflussen, wodurch das Haar als Schutzmechanismus in die Telogenphase wechselt, was in einem Anstieg der Substanz P in den Haarfollikeln resultiert. Dies wiederum resultiert in brennenden und schmerzhaften Empfindungen, wie bei Entzündungen oder fortschreitendem Haarausfall.
Hier einige Hypothesen zur Pathogenese des Burning-Scalp-Syndroms:
1. Einige Hypothesen gehen davon aus, dass die beim Burning-Scalp-Syndrom auftretenden Symptome durch die Reizung von Nervenzellen in der Kopfhaut entstehen.
  1. Unter anderem können Entzündungsereignisse auf der Kopfhaut zu einer Stauung der Blutzirkulation in der Kopfhaut führen, wodurch die sensorischen Nervenenden in der Kopfhaut gereizt werden.
  2. Eine Stasis der lymphatischen Entwässerung der Kopfhaut durch bestimmte Ursachen kann ebenso zu einer Nervenreizung führen, sekundär zu einer Ansammlung von toxischen Ausscheidungsmaterialien.
  3. Der durch Cicatricial alopecia ausgelöste permanente Haarausfall, begleitet von der Akkumulation von Entzündungszellen und fibrösem Gewebe in der Dermis, führt ebenfalls zur Reizung von Nervenzellen durch die entstehende Kompression ebendieser. Die Krankheit kann durch Lichen ruber (Flechten planopilaris), Lupus erythematodes und Infektionen wie folliculitis decalvans verursacht werden. Das Burning-Scalp-Syndrom kann somit ein mitauftretendes Syndrom bei diesen Erkrankungen sein.
2. Es wurde bestätigt, dass das Syndrom unter anderem durch die Einnahme von Antibabypillen auftreten kann.
3. Einige Patienten mit schwerer Kopfhaut-Psoriasis und Psoriasis pustulosa leiden unter den Symptomen des Syndroms.
4. Patienten, welche eine allergische Reaktion durch den Kontakt mit Haarfarbstoffen zeigen und als Reaktion eine Dermatitis entwickeln, können ebenfalls von den Symptomen betroffen sein.
5. Unter anderem werden auch Angst oder depressive Erkrankungen als Ursache für das Burning-Scalp-Syndrom betrachtet.[2]

## Vorkommen
„Aufgrund der Diskrepanz zwischen Schmerzempfindung und fehlendem pathologisch-anatomischen Substrat sowie zwischen einer oft bestehenden Angst vor Haarverlust und dem objektivierbaren Ausmaß von Haarausfall, wird Trichodynie häufiger als psychische Störung aus dem Formenkreis der somatoformen Störungen interpretiert.“
Dabei ist Trichodynie kein außergewöhnliches Phänomen. In einer vor mehreren Jahren publizierten Studie werden diese Missempfindungen immerhin bei bis zu 34 % der Patienten, die wegen ihres Haarausfalls eine Haarsprechstunde aufsuchen, registriert.
Aktuelle Untersuchungen von Ärzten einer türkischen Universitätsklinik bestätigen diese Zahlen. In dieser Studie wurden 248 Personen (95 Männer und 153 Frauen) untersucht, die unter anlagebedingtem Haarausfall (androgenetische Alopezie, AGA) oder diffusem Haarausfall (telogenem effluvium, TE) litten. 29 % der Patienten berichteten über das Phänomen Trichodynie. Die Missempfindungen wurden von Personen sowohl mit anlagebedingtem als auch mit diffusem Haarausfall geschildert. Die Autoren des Forschungsberichtes weisen darauf hin, dass bei beiden Formen des Haarausfalls (AGA sowie TE) eine mögliche Beeinflussung durch Stressfaktoren (Stress) sehr wahrscheinlich ist.
Trichodynie (und der damit verbundene Haarausfall) können in der Folge die Ursache psychischer Probleme sein. Patienten berichteten häufig über Depressionen und Angststörungen. Bislang wurde vermutet, dass eine Überproduktion der Substanz P (ein Botenstoff der Schmerzübertragung) und eine vorangegangene Entzündung Ursache für die Trichodynie sein könnte. Woraus die Überproduktion von Substanz P resultieren könnte, ist allerdings ungeklärt.

## Behandlung
Die Behandlung der Trichodynie orientiert sich nach der zugrundeliegenden Haarerkrankung (AGA oder TE) und der eventuell begleitenden psychischen Komponenten.